# 程扶摇
程扶摇，中华人民共和国政治人物、全国脱贫攻坚先进个人。

## 生平
程扶摇任生前为修水县杭口镇扶贫专干，修水县杭口镇杨坊村村委会主任助理。因在脱贫攻坚战中作出突出贡献，2021年2月25日全国脱贫攻坚总结表彰大会上，程扶摇被授予“全国脱贫攻坚先进个人”。